# Tiocfaidh ár lá
Tiocfaidh ár lá est une expression en langue irlandaise, ou gaélique irlandais qui peut être traduit par « Notre jour viendra ». C'est un slogan populaire pour les militants républicains d'Irlande du Nord (IRA, etc.).

## Art et Littérature
- Le romancier Robert McLiam Wilson fait de multiples références à ce slogan révolutionnaire dans son livre hommage à Belfast: Eureka Street.
- Le romancier Sorj Chalandon y fait lui aussi de multiples références dans son livre: Retour à Killybegs.
- Le groupe de musique punk Tromatism a ainsi intitulé une de ses chansons.
- Dans l'épisode 4 de la seconde saison de la série Sons of Anarchy, Chibs emploie cette expression quand il apprend que Jimmy O risque de débarquer à Charming.
- Le film de Romain Gavras, Notre jour viendra, tire sans doute son titre de ce slogan : le film narre les aventures de deux hommes roux persécutés en raison de la couleur de leurs cheveux et qui tentent de rallier l'Irlande, leur "terre promise".